# Csoma
Csoma község Somogy vármegyében, a Kaposvári járásban.

## Fekvése
A Kapos völgyében fekszik, Somogy és Tolna vármegyék határán, Kaposvártól 22 kilométerre keletre. A szomszédos települések: észak és kelet felől Attala, dél felől Kercseliget, nyugat felől pedig Szabadi; a legközelebbi város Dombóvár 7 kilométerre keletre.
Bár nincs túl közel a Balaton déli partjához, szőlő- és borgazdasági szempontból mégis a Balatonboglári borvidék részét képezi.

### Megközelítése
Közúton csak a 61-es főúton közelíthető meg, Attala vagy Szabadi érintésével. Vonattal a Dombóvár–Gyékényes-vasútvonalon érhető el, ahol Szabadival közös vasútállomása van; Csoma-Szabadi vasútállomás a központjától alig 200 méterre délre helyezkedik el.

## Története
Csoma és környéke már ősidők óta lakott hely, amit a határában feltárt rézkori település és temető is bizonyít.
A mai település már az Árpád-korban fennállt. Nevét az oklevelek már 1138-ban említették Cuma alakban írva, mint a dömösi prépostság birtoka. A középkorban Tolna vármegyéhez tartozott. Az 1542. évi adólajstrom szerint pedig már a pécsi püspökség birtokai közé tartozott. Az 1573-1574. évi török kincstári adójegyzék szerint 9, 1580-ban pedig 8 házból állt. Az 1660. évi dézsmaváltságjegyzékben Zankó Miklós birtokaként szerepelt, 1703 körül pedig egy összeírás szerint Zankó Miklós és Boldizsár voltak a földesurai. 1715-ben 6 háztartását írták össze. 1726-ban gróf Harrer volt a birtokosa, 1733-tól pedig a Hunyady család, az 1900-as évek elején pedig ifj. gróf Hunyady Ferenc birtoka volt. 
A 20. század elején Somogy vármegye Igali járásához tartozott.
1910-ben 538 lakosából 534 magyar, 4 német volt. Ebből 529 római katolikus 3 református volt.

## Közélete

### Polgármesterei
- 1990–1994: Orbán Ottó (FKgP)[4]
- 1994–1998: Orbán Ottó (független)[5]
- 1998–2002: Király Péter (független)[6]
- 2002–2006: Király Péter (független)[7]
- 2006–2010: Király Péter (Somogyért Egyesület)[8]
- 2010–2014: Király Péter (független)[9]
- 2014-2019: Szüts András Ervin (Fidesz-KDNP)[10]
- 2019–2024: Molnár Edit (Fidesz-KDNP)[1]
- 2024– : Molnár Edit (Fidesz-KDNP)[11]

A településen 1997. október 26-án időközi polgármester-választás zajlott.

## Népesség
A település népességének változása:
| Lakosok száma | 428  | 413  | 424  | 416  | 414  | 403  | 402  |
|               | 2013 | 2014 | 2015 | 2021 | 2022 | 2023 | 2024 |

A 2011-es népszámlálás során a lakosok 93,8%-a magyarnak, 2,7% cigánynak, 0,5% németnek, 0,5% lengyelnek, 0,5% románnak, 0,2% horvátnak mondta magát (5,7% nem nyilatkozott; a kettős identitások miatt a végösszeg nagyobb lehet 100%-nál). A vallási megoszlás a következő volt: római katolikus 65,4%, református 4,3%, evangélikus 0,5%, felekezet nélküli 8,4% (21,2% nem nyilatkozott).
2022-ben a lakosság 89,6%-a vallotta magát magyarnak, 1,2% németnek, 0,5% horvátnak, 0,2% cigánynak, 1,7% egyéb, nem hazai nemzetiségűnek (9,7% nem nyilatkozott; a kettős identitások miatt a végösszeg nagyobb lehet 100%-nál). Vallásuk szerint 45,7% volt római katolikus, 3,9% református, 1% görög katolikus, 0,7% evangélikus, 0,2% ortodox, 0,5% egyéb keresztény, 1% egyéb katolikus, 8,7% felekezeten kívüli (37,7% nem válaszolt).

## Nevezetességei
Csoma mellett egy horgásztó található, valamint a Kapos völgyében, a folyótól délre, a Jókút-forrásnál egy korábbi kápolna helyén 1946-ban felépítették a Jókút-kápolnát, mellette pedig 2009-ben egy kis kálváriát létesítettek, melynek különlegessége, hogy a balesetben elhunyt motorosok emlékére a kálváriakeresztet motoralkatrészek díszítik.